# Кан, Сэмми
Сэ́мми Кан (англ. Sammy Cahn, настоящее имя — Сэ́мюэл Ко́эн (англ. Samuel Cohen); 18 июня 1913, Нью-Йорк, США — 15 января 1993, Лос-Анджелес, Калифорния, США) — американский поэт и музыкант. Автор песен романтического жанра для фильмов и бродвейских мюзиклов, которые исполнялись такими звёздами как Марио Ланца, Фрэнк Синатра, Дорис Дэй, Дин Мартин, Перри Комо, Вик Демон и другими. Многие песни на его слова стали хитами, а четыре из них получили премию Американской киноакадемии «Оскар» (при 26 номинациях).

## Биография
Происходил из семьи еврейских эмигрантов из Галиции (тогда входила в состав Австро-Венгерской империи). Родился в Нью-Йорке, где после окончания школы был скрипачом и пианистом в водевильном оркестре. В 1930-х организовал свой танцевальный бэнд, его партнёром был Сол Чаплин, вместе с которым Кан в 1937 году написал слова к популярной еврейской мелодии Шолома Секунды «Бай мир бисту шейн» (1932), и она стала бестселлером в записи вокального трио сестер Эндрюс.
Был также автором либретто к постановкам нескольких ревю, как например Connie’s Hot Chocolates (1936) и Cotton Club Parade (1939), а в 1940 году начал работать в Голливуде, где его постоянными соавторами стали композиторы Джул Стайн и Джеймс Ван Хьюзен. Позднее за свои работы он четыре раза получал награды Академии киноискусств.
В 1955 году Кан стал музыкальным исполнителем, в 1960-х появился на телевидении в тематических программах, а в 1974 году выступил на Бродвее как актёр. Был избран президентом общества Songwriters Hall of Fame (1972) и был членом директоров Американского товарищества композиторов, авторов и исполнителей. В 1974 году написал и издал в Нью-Йорке автобиографическую книгу I Should Care, по названию одной из своих самых известных песен 1940-х годов.